# Peyer-Plaques
Die Peyer-Plaques, auch Peyer-Drüsen, -Haufen oder -Platten (Folliculi lymphatici aggregati oder Lymphonoduli aggregati) genannt, sind zusammenhängende Ansammlungen von 10 bis 50 Lymphfollikeln. Sie kommen im gesamten Dünndarm vor, am häufigsten sind sie jedoch im Krummdarm (Ileum) und im Wurmfortsatz zu finden. Sie sind von außen durch die Darmwand als etwa 1 cm große Strukturen sichtbar. Benannt sind sie nach dem Schweizer Anatomen Johann Conrad Peyer (1653–1712).

## Funktion
Peyer-Plaques gehören zum lymphatischen System, sind Teil des sogenannten MALT-Systems (mucosa associated lymphoid tissue, engl. für „Schleimhaut-assoziiertes lymphatisches Gewebe“) oder spezieller des GALT (gut associated lymphoid tissue, engl. für „Darm-assoziiertes lymphatisches Gewebe“) und spielen als Ansammlung von Zellen des speziellen, erworbenen Immunsystems eine wichtige Rolle bei der Infektionsabwehr im Darm und bei der Weiterverbreitung immunologischer Informationen.

## Gewebestruktur/Histologie
Die Peyer-Plaques liegen meist gegenüber dem Gekröseansatz (Mesenterium) in der Tela submucosa und der Lamina propria der Schleimhaut (Tunica mucosa). Wo die Follikel in die Mucosa ragen, fehlen die sonst üblichen Zotten und Krypten. An diesen sich kuppelartig in das Lumen vorwölbenden Stellen, die daher auch als Dome bezeichnet werden, finden sich so genannte M-Zellen. Sie leiten beispielsweise Viren und Bakterien durch ihre Zellkörper an die Follikel weiter (Transzytose) und lösen so eine Immunantwort aus.
Bei Wiederkäuern sind Peyer-Plaques offenbar das bursaäquivalente Organ.